# Nagroda im. Kazimierza Kutza

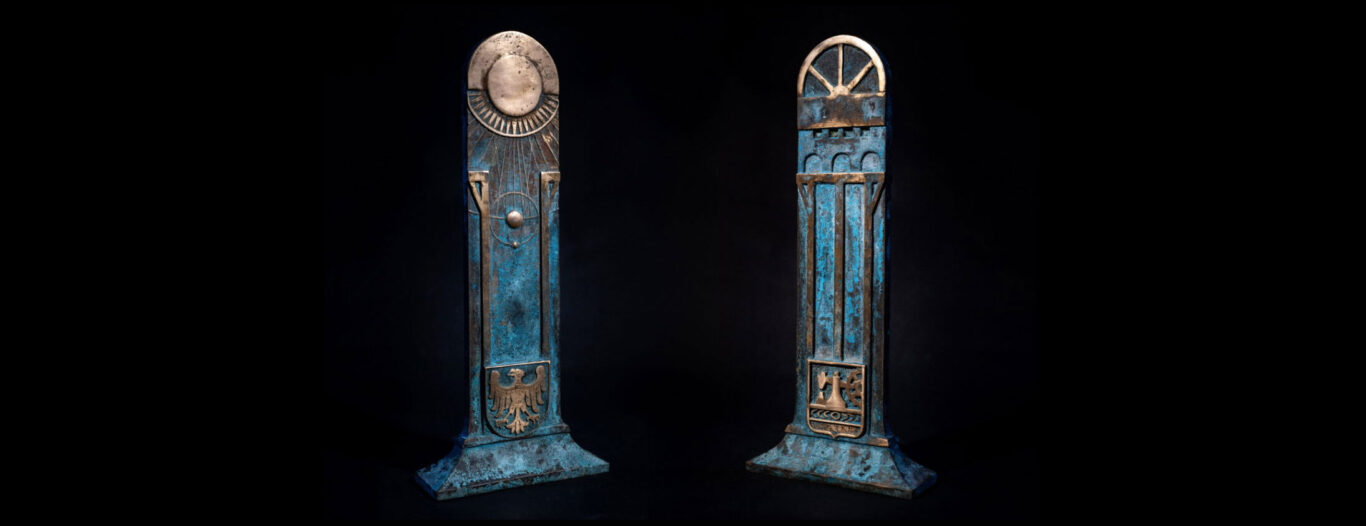
Statuetki wykonane przez Ksawerego Kaliskiego według projektu Erwina Sówki

Nagroda im. Kazimierza Kutza – nagroda przyznawana artystom, którzy łączą działalność artystyczną ze społecznym zaangażowaniem, prezentując postawę bliską patronowi nagrody Kazimierzowi Kutzowi, zainaugurowana w 2021 roku. Inicjatorami przyznawania Nagrody im. K. Kutza są Miasto Katowice we współpracy z Uniwersytetem Śląskim i Teatrem Śląskim im. Stanisława Wyspiańskiego.
Patronem nagrody jest Kazimierz Kutz.
Nagroda ma na celu uhonorowanie twórcy za wybitne dokonania artystyczne, które odgrywają istotną rolę w aktualnej debacie publicznej, przyczyniając się do budowania społeczeństwa demokratycznego i tolerancyjnego. Nagroda promuje artystów, którzy łączą działalność artystyczną ze społecznym zaangażowaniem, prezentując postawę bliską patronowi nagrody Kazimierzowi Kutzowi. Fundatorem nagrody (50 tys. zł i statuetka) jest Miasto Katowice.
Gala wręczenia nagrody odbywa się zawsze 16 lutego (w dniu urodzin Kutza) w Teatrze Śląskim im. Stanisława Wyspiańskiego w Katowicach.
Laureatką pierwszej edycji Nagrody przyznanej 16 lutego 2021 roku, w dniu urodzin Kazimierza Kutza, została Anna Dymna. 16 lutego 2022 roku odbyła się uroczysta gala związana w ramach drugiej edycji Nagrody. Wyróżniony został nią Szczepan Twardoch. W 2022 roku w ramach Nagrody przyznano także tytuł Ambasadora Śląska, który otrzymał profesor Uniwersytetu Śląskiego Tadeusz Sławek. 
Członkami kapituły Nagrody im. Kazimierza Kutza są: prof. dr hab. Ryszard Koziołek, Iwona Świętochowska-Kutz, Ewa Niewiadomska, Olgierd Łukaszewicz, Halina Bieda, prof. dr hab. Antoni Cygan, dr hab. Krystyna Doktorowicz prof. UŚ, prof. dr hab. Andrzej Gwóźdź, dr Jerzy Illg, Aleksandra Klich, Dariusz Kortko, dr Marcin Krupa, dr Jacek Siebel, Edyta Sytniewska, Robert Talarczyk oraz Piotr Zaczkowski.

## Laureaci Nagrody im. Kazimierza Kutza
- 2021 – Anna Dymna[3]
- 2022 – Szczepan Twardoch
- 2023 – Maja Kleczewska[5]
- 2024 – Agnieszka Holland[6]
- 2025 – Adam Michnik[7]

## Wyróżnienie honorowe "Ambasador Śląska"
- 2021 – nie przyznano
- 2022 – Tadeusz Sławek
- 2023 – Jerzy Buzek[5]
- 2024 – Jan Olbrycht[6]
- 2025 – Joanna Wnuk-Nazarowa[7]